# Leo Schidrowitz
Leo Schidrowitz (geboren am 20. März 1894 in Wien; gestorben am 6. November 1956 ebenda) war ein österreichischer Journalist und Verleger.

## Leben
Leo Schidrowitz wuchs als drittes Kind einer jüdischen Familie in der Wiener Leopoldstadt in bescheidenen Verhältnissen auf. Er besuchte das Gymnasium und begann schon mit neunzehn Jahren seine Schreibversuche zu veröffentlichen. Die Wiener Mittagszeitung und die Kunst- und Musikzeitschrift Der Merker druckten während des Ersten Weltkrieges Beiträge von ihm, und er gründete die Zeitschrift Die Ernte, die Erbauungsliteratur für die Soldaten an der Front enthielt.
Nach dem Krieg war Schidrowitz zunächst Verlagsdirektor beim Verlag Frisch & Co., wo er bibliophile erotische Bücher herausgab. Der von ihm neubearbeitete Roman von Victor Hugo Der lachende Mann sollte für den Verlag eine Klassikreihe eröffnen, die aber, ebenso wie die annoncierte Serie von Künstlermonografien nach einer ersten Ausgabe über Lotte Medelsky, nicht fortgesetzt wurde. 1920 war er Mitgründer des Gloriette-Verlags, bei dem einige erotische Schriften und die Romane von Hugo Bettauer erschienen. Die Umschlagentwürfe aller Bettauer-Bücher stammten von der Malerin und Illustratorin Martha von Wagner-Schidrowitz, mit der er seit 1922 verheiratet war. Eine Schwägerin Schidrowitzs war die Schauspielerin, Sängerin und Rezitatorin Erika Stiedry-Wagner (vormals: Erika von Wagner). Das Verlagsgeschäft Gloriette wurde 1924 eingestellt. Schidrowitz gründete 1924 einen Selbstverlag, den „Leo Schidrowitz Verlag“, aus dem das Buch Der lasterhafte Herr Biedermeyer nur an Subskribenten verkauft wurde.
Im Jahr 1925 wurde er Mitinhaber des „Amonesta- und Kulturforschungs-Verlags,“ bei dem Schidrowitz eine Sittengeschichte der Kulturwelt und ihrer Entwicklung in Einzeldarstellungen herausgab, von den geplanten zehn Bänden sind acht erschienen, als Autoren konnte er u. a. Magnus Hirschfeld und  Ferdinand von Reitzenstein gewinnen. Weiterhin erschien ein sechsbändiges Werk Allmacht Weib und ein fünfbändiges Die fünf Sinne, auch dieses Werke zu sexuellen Themen, auch druckte der Verlag ein dreibändiges Bilderlexikon der Erotik. Auch beim „Zinnen-Verlag“, einem Ableger des Kulturforschungs-Verlags, war Schidrowitz literarischer Leiter.

In den Räumen des Verlags am Kohlmarkt hatte das „Wiener Institut für Sexualforschung“ seinen Sitz, das von Schidrowitz geleitet wurde und in dem der Arzt Oskar F. Scheuer (1876–1941) beratend tätig war. Das Institut fungierte auch als Herausgeber verschiedener Schriften, die bei Amonesta verlegt wurden. Das Verlagsgeschäft wurde 1935 eingestellt, in den Jahren 1936 und 1937 kam es in Österreich zu mehreren Gerichtsverhandlungen und dem Verbot der Druckerzeugnisse des Verlags wegen Pornographie.

## Fußball
Schidrowitz war seit seiner Jugend mit dem Fußball verbunden und seit 1923 im Vorstand von Rapid Wien. Er war Autor verschiedener Sportzeitschriften und von Sportliteratur. 1936 wurde er Vorsitzender des Klassenausschusses der Liga zur Einrichtung der österreichischen Nationalliga. 1937 übernahm er die Redaktion der ÖFB-Wochenzeitung Fußball-Sonntag und war Mitglied im Vorbereitungskomitee für die Teilnahme der österreichischen Fußballnationalmannschaft an der Fußball-Weltmeisterschaft 1938 in Frankreich. Unmittelbar nach dem Anschluss Österreichs im März 1938 flüchtete das Ehepaar Schidrowitz nach Paris und wanderte von dort nach Brasilien aus. Dort arbeitete Schidrowitz in einer Emigrantenzeitschrift mit und war 1940 Mitherausgeber eines Buches zum 200. Jahrestag der Stadtgründung Porto Alegres. Von Rio de Janeiro kehrten beide 1949 nach Österreich zurück. Auf Initiative des ÖFB-Präsidenten Josef Gerö wurde Schidrowitz Öffentlichkeits- bzw. Propagandareferent beim Österreichischen Fußball-Bund und schrieb eine Geschichte des österreichischen Fußballs.

## Schriften (Auswahl)
- Lotte Medelsky. Eine Wertung. Frisch & Co., Wien 1921.
- Das schamlose Volkslied: eine Sammlung erotischer Volkslieder. Gloriette, Wien 1921, OCLC 6727088; auch Graß, Berlin 1925, OCLC 246447139.
- Der unbegabte Goethe. L. Schidrowitz, Wien 1924.
- Der lasterhafte Herr Biedermeyer. 1925.
- als Hrsg.: Sittengeschichte der Kulturwelt und ihrer Entwicklung in Einzeldarstellungen. Verlag für Kulturforschung, Wien/Leipzig, darunter:
  - Band 1: Sittengeschichte des Theaters. Eine Darstellung des Theaters, seiner Entwicklung und Stellung in zwei Jahrtausenden. 1925 (Neue, bereicherte Auflage mit Beilagenwerk).
  - Band 2: Sittengeschichte des Intimen. Bett, Korsett, Hemd, Hose, Bad, Abtritt. Die Geschichte und Entwicklung der intimen Gebrauchsgegenstände. 1926 (Neue, bereicherte Auflage mit Beilagenwerk).
  - Band 3: Sittengeschichte des Proletariats: Der Weg vom Leibes- zum Maschinensklaven. Die sittliche Stellung und Haltung des Proletariats. (Neue, bereicherte Auflage mit Beilagenwerk)
  - Band 4: Sittengeschichte von Paris: Die Großstadt, ihre Sitten und ihre Unsittlichkeit. Mit Beilagenwerk.
  - Band 5: Sittengeschichte des Lasters. Die Kulturepochen und ihre Leidenschaften: Massenverirrung und Massenverzückung (Geistige Epidemien). Rauschgifte. Das Sexuallaster in seinen Abarten. Die Homosexualität. Mit Ergänzungswerk: Illustrationskommentar für Studienbibliotheken und Wissenschaftler/Mediziner und Juristen zu den Textabhandlungen des Hauptbandes. Leipzig/Wien/Berlin 1927.
  - Band 6: Sittengeschichte des Hafens und der Reise: Eine Beleuchtung des erotischen Lebens in der Hafenstadt, im Hotel, im Reisevehikel. Die Sexualität des Kulturmenschen während des Reisens und in fremdem Milieu.
  - Band 7: Sittengeschichte der Liebkosung und Strafe. Die Zärtlichkeitsworte, Gesten und Handlungen der Kulturmenschheit und ihr Gegenpol, die Strenge.
  - Band 8: Sittengeschichte des Intimsten.
  - Ergänzungsband zu den drei vorherigen.
  - Band 9: Sittengeschichte der Revolution. 1930.
- Sittengeschichte des Bades. In: Leo Schidrowitz (Hrsg.): Sittengeschichte des Intimen: Bett – Korsett – Hemd – Hose – Bad – Abtritt. Die Geschichte und Entwicklung der intimen Gebrauchsgegenstände. Verlag für Kulturforschung, Wien/Leipzig 1926, S. 264–268.
- Sittengeschichte des Abtritts. In: Leo Schidrowitz (Hrsg.): Sittengeschichte des Intimen: Bett – Korsett – Hemd – Hose – Bad – Abtritt. Die Geschichte und Entwicklung der intimen Gebrauchsgegenstände. Verlag für Kulturforschung, Wien/Leipzig 1926, S. 307–313.
- Rapid elfmal Meister. Sportklub Rapid, Wien 1935.
- Geschichte des Fußballsportes in Österreich. Traunau, Wien 1951.
- 1951. Offizielles Jahrbuch des Österreichischen Fußballsportes. Herausgegeben vom ÖFB. Wien 1951.
- 1952. Offizielles Jahrbuch des Österreichischen Fußballsportes. Herausgegeben vom ÖFB. Wien 1952.
- Niederösterreichisches Sportlexikon. Herausgegeben vom NÖFV. Offizielle Publikation des ÖFB. Wien 1954/55. (redigiert von Leo Schidrowitz; die Federzeichnungen nach Landschaftsmotiven Niederösterreichs vor Beginn jedes Buchstabens stammen von Martha von Wagner-Schidrowitz)